# Luchtwachttoren 7O1 - Warfhuizen
De Luchtwachttoren Warfhuizen (postnaam Den Hoorn) is een luchtwachttoren (postnummer 7O1), aan een scherpe bocht in de Baron Van Asbeckweg (onderdeel van de N983) aan de weg tussen Wehe-den Hoorn en Warfhuizen in de Nederlandse provincie Groningen. De toren heeft zijn oorspronkelijke vrije ligging in open gebied behouden.
Naast deze toren staat er in Groningen nog een luchtwachttoren op de grens van Winschoten en Tranendal (7T1) en nog een half afgebroken exemplaar bij een boerderij in Bedum (7O3). De laatste vormde onderdeel van dezelfde luchtwachtkring O. De derde toren 7O2 (Warffum-Noord) stond tot de jaren 1970 op het terrein ten westen van boerderij Noordpolder 7 ten noorden van Warffum.

## Geschiedenis

### Gebruik
De toren werd in 1953 (volgens een andere bron al in 1946) gebouwd voor het Korps Luchtwachtdienst (KLD). De KLD wilde aanvankelijk eigenlijk een toren bouwen boven op het Brabantse zaadteelt- en bietveredelingsbedrijf Goyarts en Zn aan de Merneweg 46-48 in Wehe-den Hoorn, maar de eigenaar wilde niet hieraan meewerken. Daarop werd de luchtwachttoren op een voormalige vuilstort aan de Baron Van Asbeckweg gebouwd. De toren is van type 13,92 (totale hoogte 15,44 m) en is gebouwd van prefab betonnen raatbouwelementen. Boven op de toren is het uitkijkplatform, dat bestaat uit een open ruimte van 3 bij 3 meter met een 1,5 meter hoge borstwering. Aan de noordwestzijde van het uitkijkplatform is een overdekte schuilnis. De toren vormde een driehoek (luchtwachtkring) met de luchtwachttorens in Warffum-Noord (verdwenen) en Bedum (restant nog aanwezig). De waarnemers rapporteerden aan het luchtwachtcentrum in Groningen op het terrein van de vroegere  Rabenhauptkazerne. De toren is gebruikt tot 1968, het jaar waarin het Korps Luchtwachtdienst ook in de noordelijkste regio’s definitief is opgeheven.

### Na opheffing KLD
Toen de luchtwachttoren na opheffing van het KLD in 1968 net als de rest van de luchtwachttorens in het noorden zijn functie verloor, werd hij verkocht aan landbouwer Piet Dijkhuis ernaast. In 1974 kocht oogheelkundige Pek van Andel uit Feerwerd het van hem voor 100 gulden om het te behoeden voor sloop. Later kocht hij voor 6000 gulden nog een stukje grond eromheen van 11,20 are, waar hij bosschages aanlegde in de vorm van Leonardo da Vinci om zo de gemeente Leens te beletten het alsnog te slopen. Verder had hij naar eigen zeggen plannen om er te gaan wonen, waarbij hij elektriciteit wilde opwekken met behulp van zonne-energie. Dit plan werd echter nooit uitgevoerd, naar eigen zeggen mede omdat de gemeente Leens hem nooit antwoordde op zijn herhaalde verzoek of hij er mocht wonen. Een Groningse architect heeft verder ooit plannen gemaakt voor een ombouw tot kantoor, maar ook dit plan werd nooit uitgevoerd. Wel werd de toren een tijd door zendamateurs gebruikt. Verzoeken van Van Andel aan gemeente, provincie en organisaties voor cultureel erfgoed leverden geen reacties op en de toren verviel daarop langzamerhand, terwijl de bosschages uitgroeiden tot grote struiken en bomen.
De toren leed aan vandalisme waardoor de toegangsdeur verdween. De toren werd regelmatig beklommen. De trap die er in 1974 nog was werd uit veiligheidsoverwegingen verwijderd. De enige bezoekers bestonden uit studenten, padvinders, artiesten, zendamateurs en vogelwachters. De toren viel ondertussen ten prooi aan betonrot. In 1989 verklaarde van Andel dat hij van de toren af wilde, maar kopers bleven uit ondanks de regelmatige media-aandacht voor de toren. Ruim 20 jaar later, in 2011, werd de Stichting Luchtwachttoren 7O1 opgericht die zich tot doel stelt de toren voor het nageslacht te behouden. Om de toren minder tegen de omgeving te laten afsteken is destijds rond de toren een bosschage van snelgroeiende wilgen en populieren geplant. De in slechte staat verkerende bomen die inmiddels hoger waren geworden dan de toren zijn in 2012 gekapt en zullen worden herplant. In 2016 besloot Pek van Andel in overleg met de stichting om de toren over te dragen aan de stichting Het Groninger Landschap. Deze heeft de toren in 2017 gerestaureerd met behulp van een gift van 100.000 euro uit het Prins Bernhard Cultuurfonds.

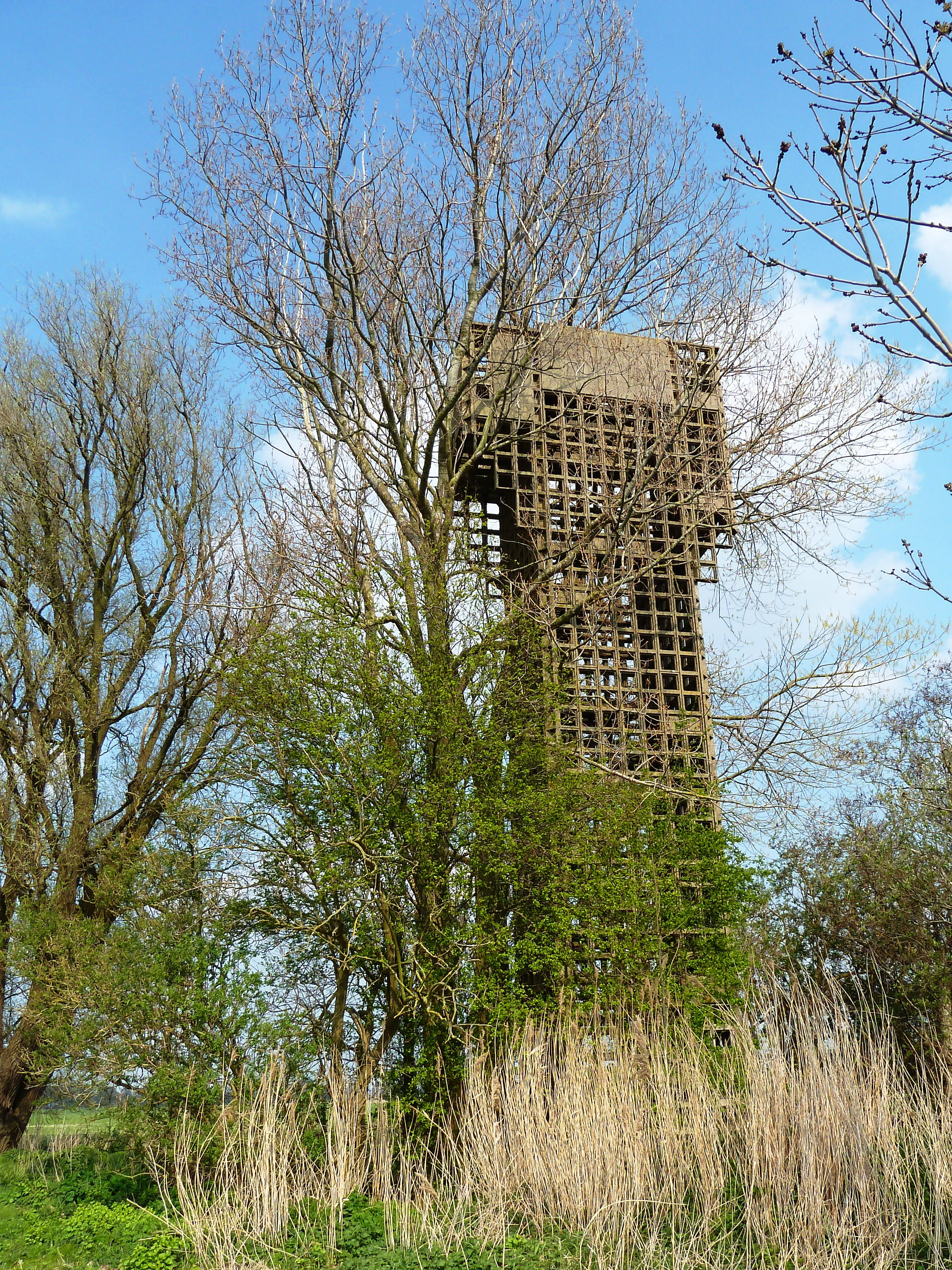
De toren voor de restauratie
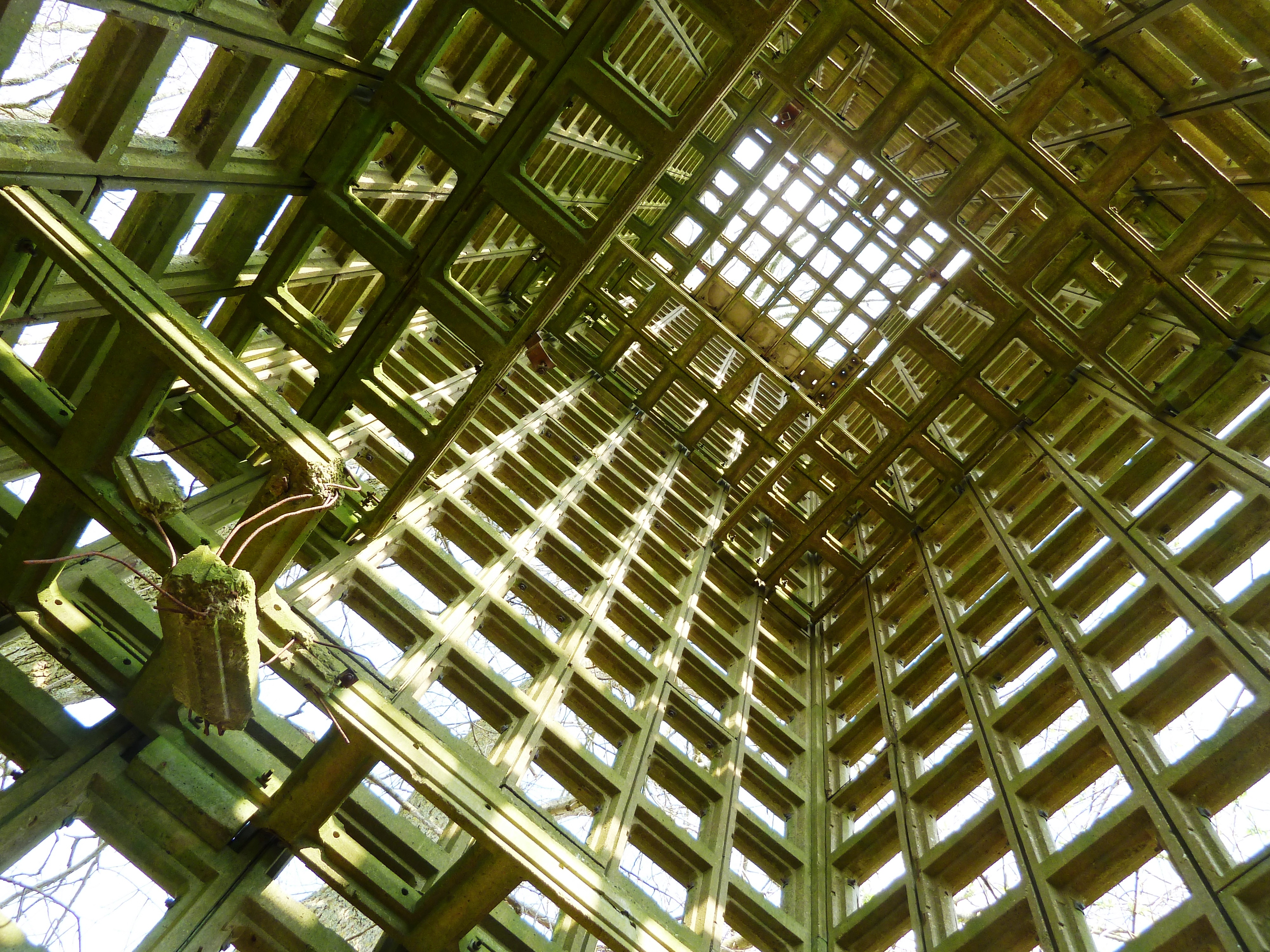
Binnenaanzicht van onderen voor de restauratie
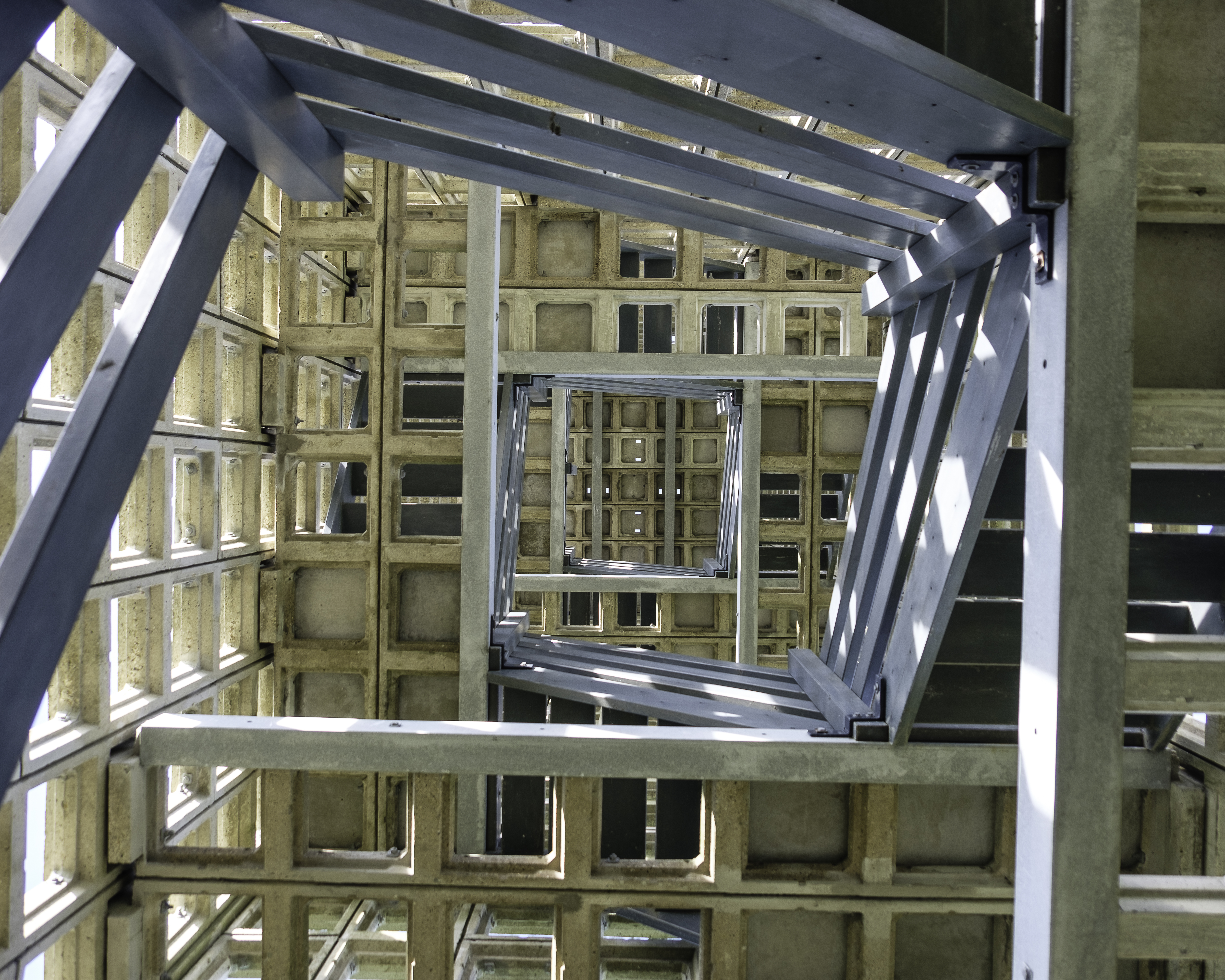
Binnenaanzicht na de restauratie
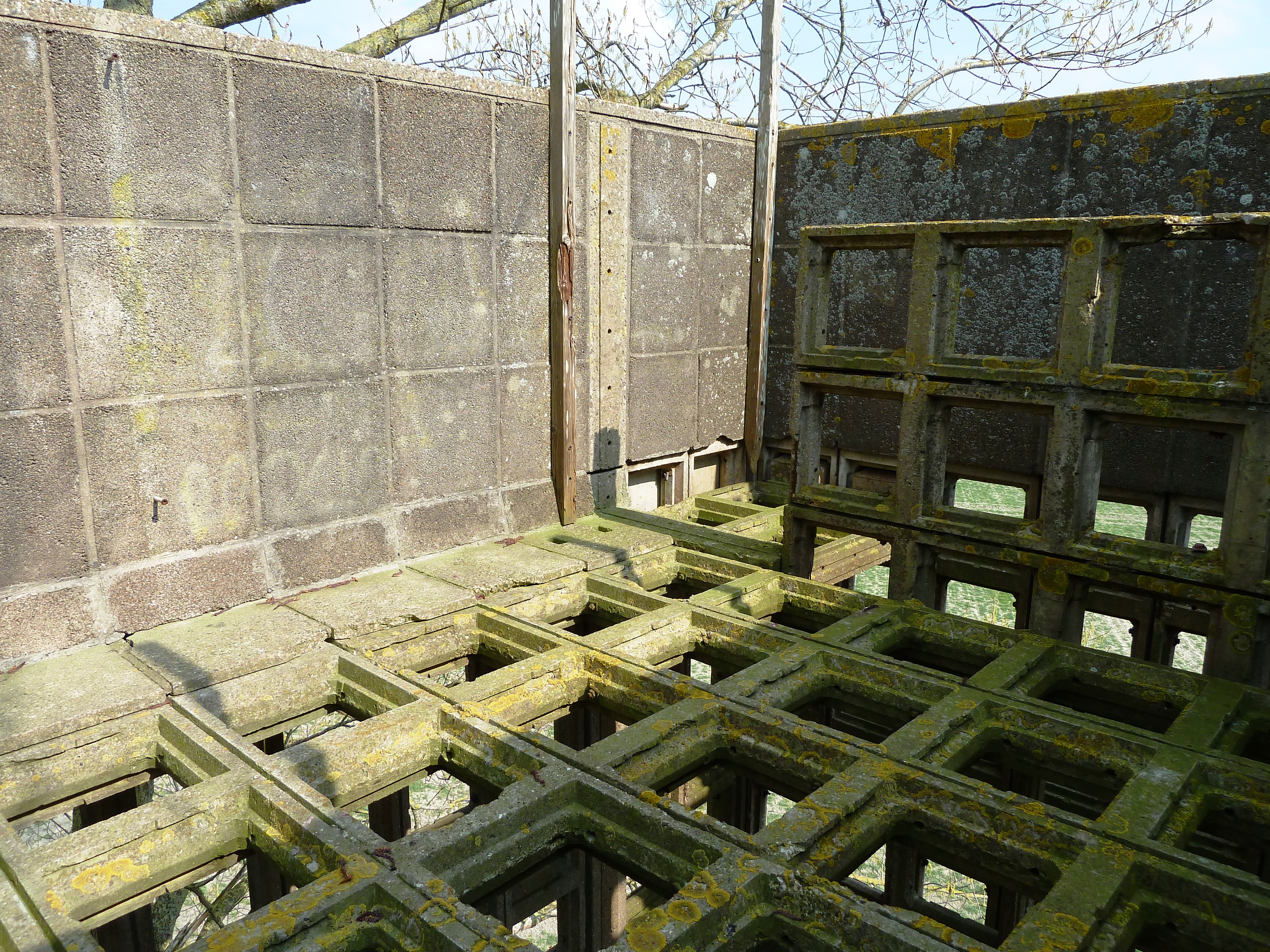
Restant uitkijkpost boven in de toren voor de restauratie
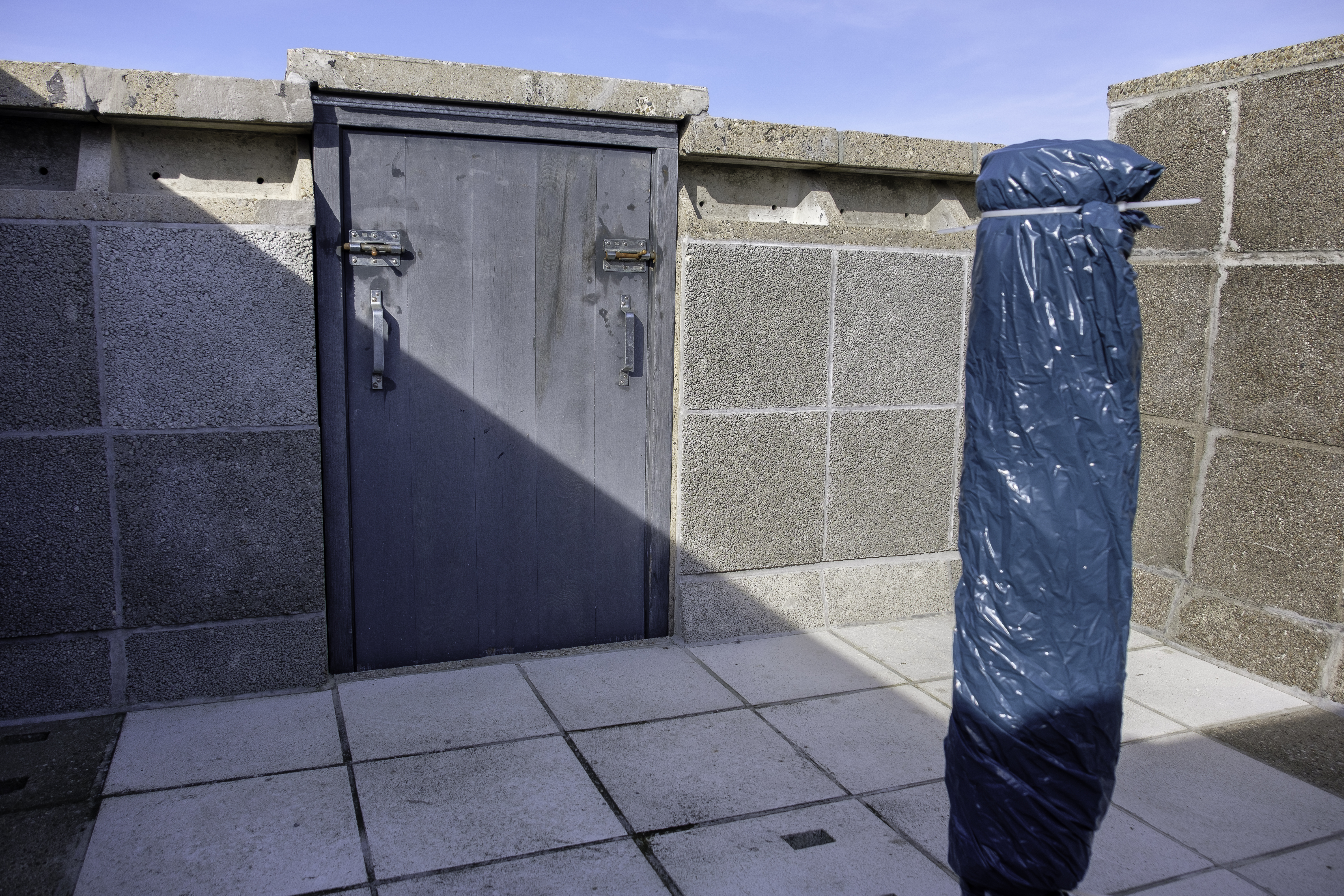
De uitkijkpost na de restauratie
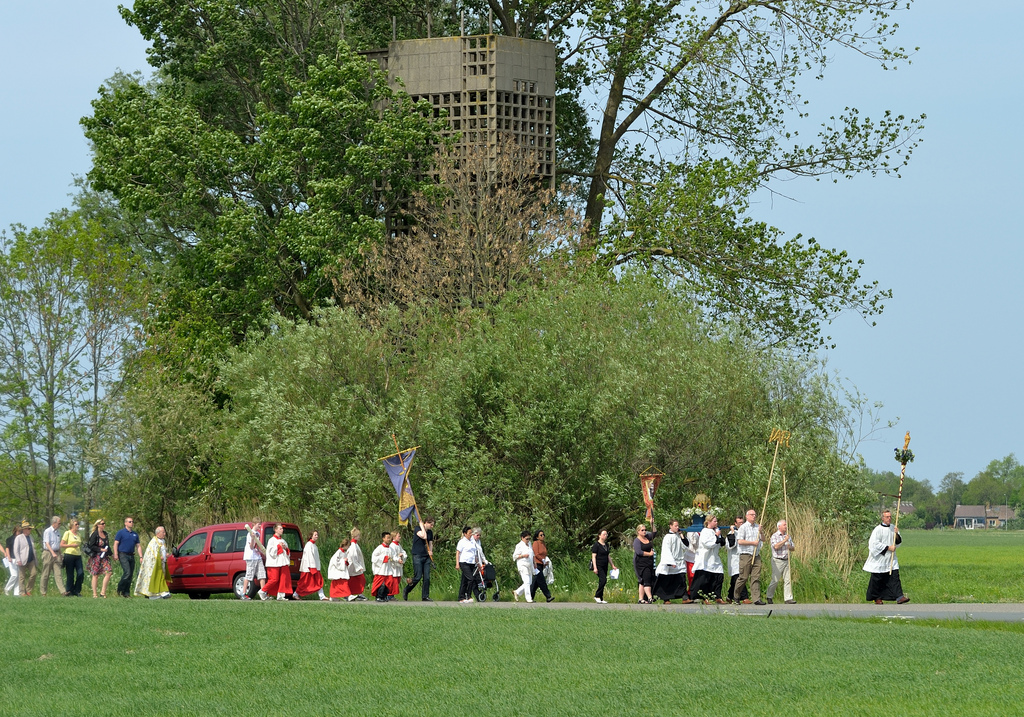
Een processie ter ere van de Bedroefde Moeder van Warfhuizen passeert de toren